# Isla Santiago (Filipinas)
Isla Santiago es una isla situada frente a la costa noreste de Bolinao, Pangasinan, en el país asiático de Filipinas. Se compone de seis barangays conocidos como Binabalian, Goyoden, Lucero, Pilar, Salud, y Victory, todas ellas en el municipio de Bolinao. En esta isla está ubicada un vivero marino de almeja gigante y algunas áreas marinas protegidas. Es ideal para diversas actividades acuáticas como buceo, snorkel y paseos en bote.